# Nuoto ai Giochi della XX Olimpiade - Staffetta 4x200 metri stile libero maschile
La competizione dellastaffetta 4x200 metri stile libero maschili di nuoto ai Giochi della XX Olimpiade si è svolta il giorno 31 agosto 1972 alla Olympia Schwimmhalle di Monaco di Baviera.

## Programma
| Data           | Ora   | Round      | Note                         |
| -------------- | ----- | ---------- | ---------------------------- |
| 31 agosto 1972 | 10:00 | 2 Batterie | I migliori 8 tempi in finale |
| 31 agosto      | 18:20 | Finale     |                              |

## Risultati

### Batterie
| Pos. | Nazione       | Atleti                                                                  | Totale  | Pos F |
| ---- | ------------- | ----------------------------------------------------------------------- | ------- | ----- |
| 1    | Australia     | Michael Wenden, Graham Windeatt Bruce Featherston, Graham White         | 7'49"03 | 2 Q   |
| 2    | Canada        | Brian Phillips, Ian MacKenzie Ralph Hutton, Deane Buckboro              | 7'57"69 | 7 Q   |
| 3    | Gran Bretagna | Brian Brinkley, John Mills Michael Bailey, Colin Cunningham             | 7'58"33 | 8 Q   |
| 4    | Paesi Bassi   | Peter Prijdekker, Bert Bergsma Roger van Hamburg, Hans Elzerman         | 8'00"87 | 10    |
| 5    | Messico       | Guillermo García, Roberto Strauss José Luis Prado, Jorge Urreta         | 8'08"39 | 12    |
| 6    | Brasile       | Alfredo Carlos Machado, Rui Oliveira Paulo Zanetti, José Roberto Aranha | 8'17"91 | 13    |
| 7    | Filippine     | Dae Imlani, Edwin Borja Carlos Singson, Jairulla Jaitulla               | 8'44"01 | 14    |

| Pos. | Nazione          | Atleti                                                               | Totale  | Pos F |
| ---- | ---------------- | -------------------------------------------------------------------- | ------- | ----- |
| 1    | Stati Uniti      | John Kinsella, Gary Conelly Tom McBreen, Mike Burton                 | 7'46"42 | 1 Q   |
| 2    | Germania Est     | Wilfried Hartung, Udo Poser Lutz Unger, Roger Pyttel                 | 7'51"11 | 3 Q   |
| 3    | Unione Sovietica | Viktor Mazanov, Georgij Kulikov Viktor Aboimov, Aleksandr Samsonov   | 7'51"44 | 4 Q   |
| 4    | Germania Ovest   | Hans Vosseler, Hans Fassnacht Gerhard Schiller, Folkert Meeuw        | 7'53"98 | 5 Q   |
| 5    | Svezia           | Bengt Gingsjö, Hans Ljungberg Anders Bellbring, Gunnar Larsson       | 7'57"54 | 6 Q   |
| 6    | Francia          | Pierre Caland, Pierre-Yves Copin Jean-Jacques Moine, Michel Rousseau | 8'00"79 | 9     |
| 7    | Italia           | Roberto Pangaro, Arnaldo Cinquetti Lorenzo Marugo, Riccardo Targetti | 8'03"98 | 11    |

### Finale
| Pos.    | Nazione          | Atleti                                                           | Totale  | Pos F           |
| ------- | ---------------- | ---------------------------------------------------------------- | ------- | --------------- |
| Oro     | Stati Uniti      | John Kinsella, Fred Tyler Steve Genter, Mark Spitz               | 7'35"78 | Record mondiale |
| Argento | Germania Ovest   | Klaus Steinbach, Werner Lampe Hans Vosseler, Hans Fassnacht      | 7'41"69 |                 |
| Bronzo  | Unione Sovietica | Igor' Grivennikov, Viktor Mazanov Georgij Kulikov, Vladimir Bure | 7'45"76 |                 |
| 4       | Svezia           | Bengt Gingsjö, Hans Ljungberg Anders Bellbring, Gunnar Larsson   | 7'47"37 |                 |
| 5       | Australia        | Michael Wenden, Graham Windeatt Robert Nay, Brad Cooper          | 7'48"66 |                 |
| 6       | Germania Est     | Wilfried Hartung, Peter Bruch Udo Poser, Lutz Unger              | 7'49"11 |                 |
| 7       | Canada           | Bruce Robertson, Brian Phillips Ian MacKenzie, Ralph Hutton      | 7'53"61 |                 |
| 8       | Gran Bretagna    | Brian Brinkley, John Mills Michael Bailey, Colin Cunningham      | 7'55"59 |                 |